# Gaspard Frédéric le Sage de Fontenay
Gaspard Frédéric Nicolas (le Sage) de Fontenay (13. november 1693 i København – 9. maj 1769 i København) var en dansk søofficer.
Han stammede fra en fransk adelig familie, som efter ophævelsen af det nantiske edikt 1685 bosatte sig i Danmark. Hans fader var infanterikapitajn Antoine (le Sage) de Fontenay, moderen f. Drelincourt. Fontenay blev sekondløjtnant i Marinen 1714, premierløjtnant 1719, kaptajnløjtnant 1722, kaptajn 1728, kommandørkaptajn 1732, kommandør 1744, schoutbynacht 1751, viceadmiral 1754 og admiral 1759. Han erholdt 1760 Ridderkorset af Dannebrog.
Allerede året efter sin udnævnelse til officer tjente han som chef for snaven Sødragonen under admiralerne Christen Thomesen Sehested og Peter Raben ved Pommern; af førstnævnte blev han for mod og konduite frem for mange andre indstillet til forfremmelse. 1716-18 havde han kommandoen over fregatten Gravensten, med hvilken han konvojerede. 1722 sendtes han med snaven Hummeren til Reval for at rekognoscere russerne og udførte dette hverv med ualmindelig god konduite og afgav derefter en nøjagtig rapport over flådens tilstand. 3 år senere rejste han over land i en særlig mission til Skt. Petersborg. 1728 udnævntes Fontenay til chef for Søkadetkompagniet, hvis uddannelse han i høj grad forbedrede, og i denne stilling forblev han indtil 1751. 1731 var han flagkaptajn i en eskadre, der bestod af fire orlogsskibe af forskellig type for at sammenligne disse, og 1741 chef for et orlogsskib i eskadre.
Samme år som sim udnævnelse (1728) brændte hans hus og alt hans indbo ved den store ildebrand i København, hvorfor han fik tilladelse til midlertidig at bo på Akademiet. Under sin virksomhed som kadetchef opnåede han, at sø- og landkadetterne, der begge var indlogerede i det tidligere Operahus, blev adskilt fra hinanden, selv om de fortsatte var i samme bygning. Endvidere indførtes udsendelse af et særlig kadetskib hvert år, hvilket dog mere skyldtes Frederik Danneskiold-Samsøe end de Fontenay. Han gjorde sig i dette tidsrum desuden bemærket ved at udgive et fra fransk oversat værk om søtaktik (1743), ligesom han også reviderede den i flåden brugte signalbog.
Ved dronning Juliane Maries ankomst her til landet 1752 fik han det hverv at føre hende over Bælterne. Ved sin udnævnelse til viceadmiral indtrådte Fontenay 1754 i Admiralitetskollegiet, men overtog 1759 kommandoen over en eskadre, som dog ikke kom uden for Sundet. En lignende kommando havde han 1761. Under de truende forhold 1762 blev en flåde på 14 linjeskibe og 8 fregatter udrustet; som den mest ansete admiral fik Fontenay kommandoen over denne styrke, med hvilken han krydsede under Bornholm. Da kejser Peter III imidlertid i juli samme år blev myrdet i Skt. Petersborg, trak uvejrsskyen atter bort, og flåden kom således ikke til at optræde i kamp.
30. juli 1723 ægtede Fontenay Marie Madeleine Formont de la Foret (6. maj 1701 – 10. juni 1739), datter af infanterikaptajn Nicolas Formont de la Foret og Susanne d'Agar. Fontenay, som tilhørte den fransk-reformerte menighed, har spillet en væsentlig rolle i dette samfund, hvis ældste han var fra 1746. Han døde 9. maj 1769 i København og er begravet i Reformert Kirke.
Der findes et maleri i familieeje. Desuden et tvivlsomt portræt på litografiet med gruppebillede af Tordenskiold o.fl. efter Simon Simonsens tegning.